# Марк Минуций (трибун 401 пр.н.е.)
Вижте пояснителната страница за други личности с името Марк Минуций.
Марк Минуций (на латински: Marcus Minucius) е политик на Римската република през края на 5 век пр.н.е. Произлиза от фамилията Минуции.
През 401 пр.н.е. той е народен трибун заедно с още четири колеги: Публий Кураций, Марк Акуций, Гай Лацерий и Гней Требоний. Тази година консулски военни трибуни са Марк Фурий Камил, Кезо Фабий Амбуст, Луций Валерий Поцит, Гней Корнелий Кос Маний Емилий Мамерцин и Луций Юлий Юл.
Съ-автор е на закона lex Trebonia.